# Pop X
Pop X (IPA: /ˈpɔpper/ o /pɔˈpiks/) è un gruppo musicale italiano formatosi a Trento nel 2005 avente come unico membro fisso e fondatore Davide Panizza (Rovereto, 14 settembre 1985).

## Storia del gruppo

### Primi anni (2005-2014)
(Davide Panizza, 2017)
 Il nome Pop X nasce dal brano "pop per", prima traccia del loro album d'esordio PoPPEER, pubblicato nel 2005.
Il gruppo nasce da un'idea di Walter Biondani e Davide Panizza che, dopo una prima esperienza nel gruppo ska Jengyskà, decidono di iniziare a lavorare ad un nuovo progetto tra musica elettronica, cantautorato, sperimentazione e rappresentazione dal vivo. I due si erano precedentemente incontrati nel 2003 lavorando come comparse presso il Teatro Sociale di Trento nell’opera di Mozart Il don Giovanni.
Con il brano Io centro con i missili, pubblicato nel 2009, il gruppo inizia a farsi conoscere sul web, anche grazie all'uso del brano come colonna sonora dei video di alcuni youtuber.
In questi anni vi è una fitta collaborazione di Panizza con il cantautore Calcutta, nel progetto Friuilli. Lo stesso Calcutta ha inoltre dichiarato di aver scritto il brano Oroscopo come regalo per la nascita della figlia del frontman del gruppo trentino.

### Best ofeI Belong to You (Canti Albanesi di Trento e Bolzano)(2015)

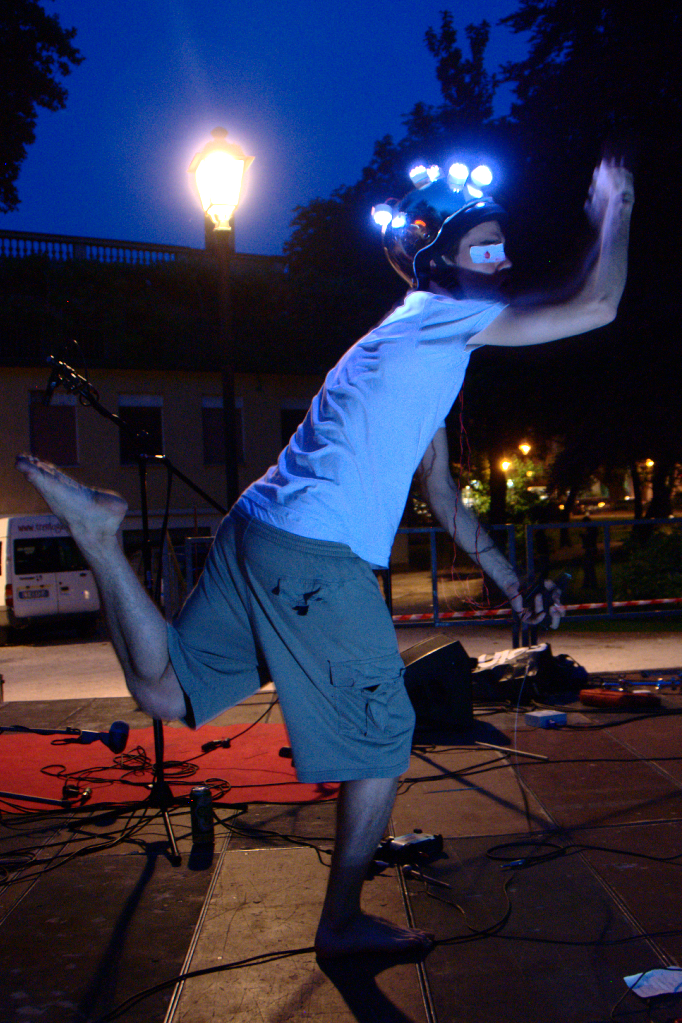
Davide Panizza durante un concerto nel 2011

Il primo disco stampato è Best of P o P _ X, una raccolta di 15 tracce, pubblicato il 20 febbraio 2015 dall'etichetta I Dischi di Plastica de I Camillas.
Nello stesso anno viene pubblicato un album strumentale I Belong To You (canti albanesi di Trento e Bolzano).

### Lesbianitj/Lesbianity(2016-2017)
Nel mese di febbraio 2016 I Cani hanno pubblicato attraverso il loro canale YouTube due brani remixati da Panizza: Non finirà (P o P _ X remiss) e Aurora (PoP_X remix). Il 18 novembre 2016 viene pubblicato Lesbianitj per l'etichetta Bomba Dischi e distribuito da Universal Music Italia. Con questo album la rivista Rolling Stone ha definito il progetto "la next big thing italiana dopo I Cani e Calcutta". Nel 2017 il gruppo è partito per la tournée nazionale Open Bar Tour 2017. Nello stesso anno vengono composte le musiche per il programma televisivo di Rai 3 Provincia Capitale. Lesbianitj si pone come primo lavoro organicamente costruito, anche se riutilizza materiali scritti negli anni precedenti. È durante questo periodo che il progetto PoP X costruisce un seguito di culto, soprattutto all'interno dei circuiti Itpop.

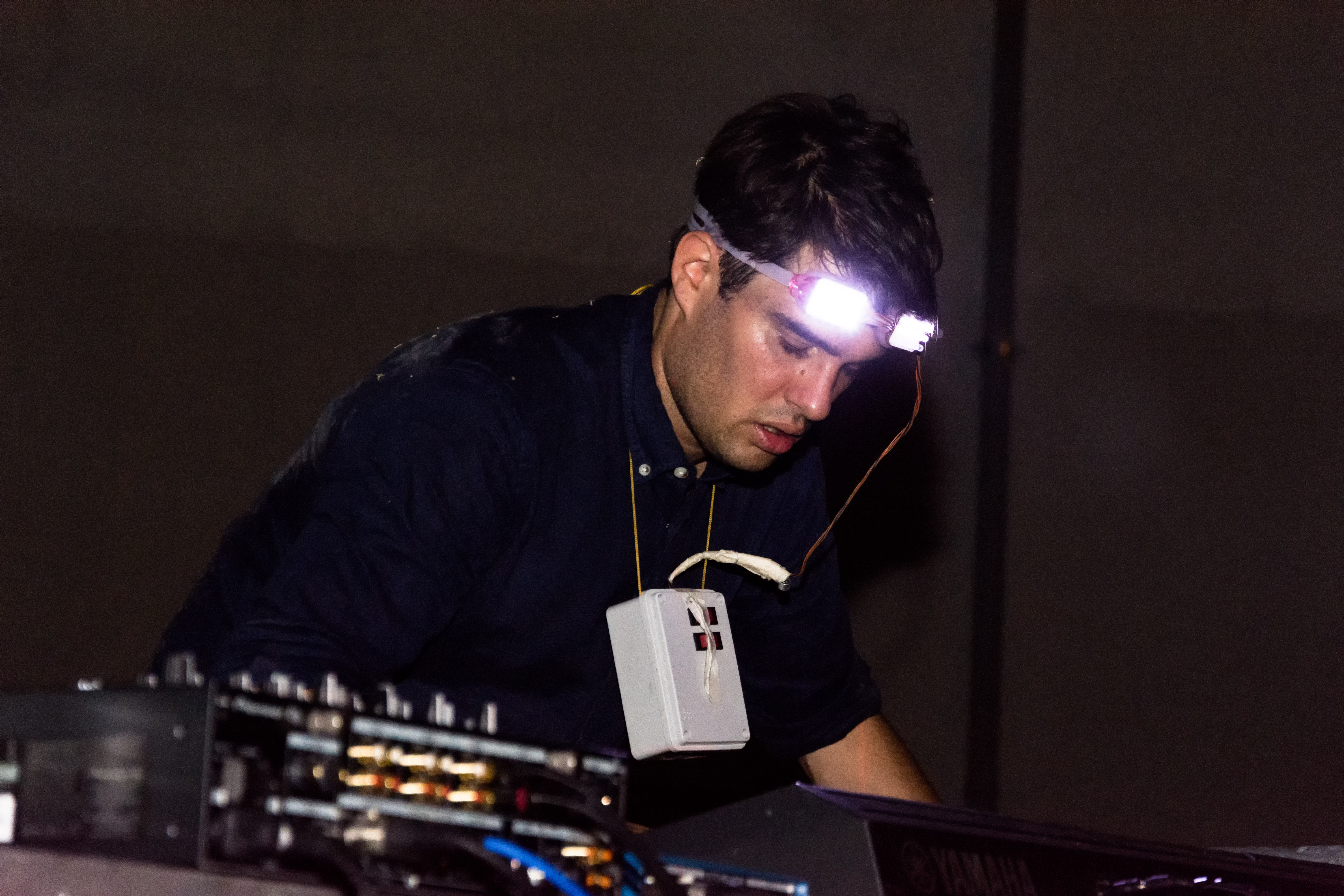
Davide Panizza durante una data del tour Lesbianitj

### Musica per noi(2018)
A dicembre 2017 è stato annunciato il nuovo album Musica per noi, anticipato dal singolo La prima rondine venne iersera, che viene pubblicato il 26 gennaio 2018 da Bomba Dischi. Il tour che segue l'uscita dell'album è segnato da un netto cambiamento rispetto ai concerti degli anni precedenti, presentando sul palco uno spettacolo più incentrato sulla musica suonata. Conseguentemente la formazione cambia e vede Davide Panizza a voce e tastiere, Niccolò Di Gregorio alla batteria, Luca Babic alla Expressiv Guitar MIDI realizzata su misura dalla Rob O’Reilly, Matteo Domenichelli al basso e Ilaria Boba Ciampolini alle tastiere. Il disco cementifica il loro successo nella scena indipendente, pur riscontrando un apprezzamento minore rispetto al disco precedente.
Il 26 maggio 2018 il gruppo ha aperto il concerto dei Phoenix a Parigi.
Il 22 giugno 2018 viene pubblicato il singolo Tanja in collaborazione con Gabry Ponte.
Il 23 novembre 2018 suonano live a Rai Radio 2 Indie.

### Notihng Hill(2019)
Il 21 giugno 2019 pubblicano il nuovo album Notihng Hill, caratterizzato da un sound reggae e da nuove sperimentazioni rispetto alla discografia precedente. Questo disco non è stato preceduto da alcuna anticipazione e ha avuto una promozione estremamente misera. Il disco, avendo delle caratteristiche più sperimentali e meno accessibili a un grande pubblico, risulta al momento il disco di minor successo, passando del tutto inosservato dai fan meno affezionati.

### AntilleePrognosi Reservada (Alive in Carpi)(2020)
Il 28 febbraio 2020 viene pubblicato il quinto album in studio Antille, contenente prevalentemente materiale composto da Biondani, rientrato in pianta stabile nel progetto. Questo segna un ritorno a delle sonorità più vicine a quelle iniziali.
Vista la pandemia di Covid-19, il tour promozionale di Antille viene rimandato al 2021 e successivamente nel 2022. Tuttavia per l'estate del 2020 viene proposta la serie di concerti Davide Panizza plays Pop X, la cui scaletta è composta da arrangiamenti in versione acustica di tracce già pubblicate nei vari album e sui canali YouTube e Bandcamp del progetto.
Il 23 dicembre dello stesso anno viene pubblicato il primo album dal vivo del progetto Pop X, Prognosi Reservada (Alive in Carpi), contenente le registrazioni dei brani eseguiti nelle varie date del tour estivo.

### Enter SandwicheAnal House(2021-presente)
Il primo luglio 2021 sul canale YouTube Superblutone viene pubblicata SOLENOID, la versione originale di SOLONOI; mentre il 14 dello stesso mese, sul canale viene pubblicata Anemone Bianca, la versione originale di ANEMONE contenente comunque la parte cantata da Iioana verso la fine.
Il 5 novembre 2021 viene pubblicato il sesto album in studio Enter Sandwich, con la collaborazione dell'artista romena Iioana in 5 delle 12 tracce.
Con la pubblicazione di Anal House, avvenuta il 5 maggio 2023, per la prima volta un disco di Pop X viene realizzato in formato LP.

## Etichetta discografica
A proposito del rapporto con l'etichetta discografica Bomba Dischi, Davide Panizza ha dichiarato:
(Davide Panizza, 2018)

## Stile musicale
Davide ha dichiarato che tra le sue influenze musicali vi sono Michael Jackson, Franco Battiato, Marco Masini, Laura Pausini, Teo Usuelli, Marco Ferreri, Sébastien Tellier e Sergio Caputo.
Il fondatore del gruppo musicale I Cani, Niccolò Contessa, ha descritto così lo stile dei Pop X:
(Niccolò Contessa, 2016)

## Formazione
(Davide Panizza, 2017)
La formazione dei Pop X vede come principale autore, compositore e arrangiatore Davide Panizza (Rovereto, 14 settembre 1985) che performa con il collettivo composto da Walter Biondani (classe '81), Niccolò Di Gregorio (Pesaro, 12 febbraio 1990) e Luca Babic (Trento, 3 luglio 1991).
Nel corso degli anni hanno partecipato al progetto più o meno attivamente e più o meno consistentemente in ordine sparso: Andrea Agnoli, Pietro Albedo Parisi, Matteo Domenichelli, Ilaria Boba Ciampolini, Sebastiano Panizza, Laura Jantunen, Romeo Steiner, Davide Marchesino, Riccardo Guadagnini, Michelangelo Filippi, Gianni Torta, Silvia Dal Dosso, Giacomo Lanzeta, Jacopo e Carlotta Cunial, Biagio Cattano, Caterina Lani.

### Membri dal vivo
- Davide Panizza – voce, tastiere, sintetizzatori, computer, effetti vocali, wind controller (2004-presente)
- Walter Biondani – chitarra, voce (2004-2013, 2019-presente)
- Luca Babic – chitarra midi, skateboard (2011-presente)
- Niccolò Di Gregorio – batteria, mixer (2013-presente)

### Membri occasionali
- Laura Jantunen "The Power Nasty Bitch" – performance art (2012-presente)
- Walter Biondani – chitarra, voce (2013-2019)

### Ex componenti
- Andrea Agnoli – percussioni, scratch (2011-2017, 2019)
- Pietro Albedo Parisi "Superinternet" – visuals (2016-2017)
- Romeo Steiner – visuals (2016-2017)
- Matteo Domenichelli – basso (2018-2020)
- Ilaria Boba Ciampolini – tastiere (2018-2020)

## Discografia
Il materiale autoprodotto nel primo decennio di attività è molto vasto: tra album, EP e singoli, tutti in formato digitale, si possono contare più di 60 pubblicazioni.

### Album in studio
- 2015 – I Belong to You (canti albanesi di Trento e Bolzano) (Panico Dischi)
- 2016 – Lesbianitj (Bomba Dischi)
- 2018 – Musica per noi (Bomba Dischi)
- 2019 – Notihng Hill (Bomba Dischi)
- 2020 – Antille (Bomba Dischi)[45]
- 2021 – Enter Sandwich (Bomba Dischi)
- 2023 – Anal House (Bomba Dischi)
- 2024 – Balla coi lupi nella stalla (Bomba Dischi)

### Album dal vivo
- 2020 – Prognosi Reservada (Alive in Carpi) (Bomba Dischi)

### Raccolte
- 2015 – Best Of (Panico Dischi/I Dischi di Plastica)

### EP
- 2022 – Enter Sandwich Remix (Bomba Dischi/Universal)

### Album ed EP autoprodotti pubblicati su Bandcamp
- 2005 – Antiquarium EP
- 2005 – POP PER
- 2006 – Mop Top Devò
- 2007 – Album di Davide Panizza
- 2008 – PP
- 2009 – Abete di pile
- 2009 – Album di Pop Per
- 2010 – Porco Io
- 2010 – Porco Io Remix
- 2011 – Dafni e Cloe
- 2011 – Abete di pile (riedizione del 2011)
- 2011 – Cellestial
- 2011 – Io centro con i missili
- 2012 – Canti di pace
- 2012 – Dedicato a tutti quelli che stanno presso lo sbando
- 2013 – I boschi di Trenx
- 2013 – Abete di pile Versione illusione
- 2013 – Il tempo di un cannone
- 2013 – Sanatrix
- 2013 – Garganuta e Pantapisel
- 2014 – Quarto stato
- 2015 – Inglish Bum
- 2017 – Caraochei

### Singoli autoprodotti pubblicati su Bandcamp
- 2009 – Kokeiluja (doppio)
- 2011 – Bidone delle Immondizie (doppio)
- 2011 – Motore
- 2012 – Madonnina Remicsada
- 2012 – Moneta
- 2012 – Love Is Apart
- 2012 – Last Christmas
- 2016 – Mjnchione mjo (cover dei Thegiornalisti)
- 2017 – Casadeikey (cover di Desva "casadeimiei")
- 2018 – Barboni

### Singoli
- 2016 – Madamadorè
- 2016 – Secchio
- 2017 – Cattolica RemiXXX 2017
- 2017 – La prima rondine venne iersera
- 2018 – Regina
- 2018 – Tanja (con Gabry Ponte)
- 2019 – Ciambauamba
- 2019 – No, Womano Cry
- 2020 – D'Annunzio
- 2020 – Antille
- 2024 – China

### Collaborazioni
- 2022 – Sick Luke feat. Cosmo & Pop X – Funeral party, in X2